# Bois-Héroult
Bois-Héroult – miejscowość i gmina we Francji, w regionie Normandia, w departamencie Sekwana Nadmorska.
Według danych na rok 1990 gminę zamieszkiwało 130 osób, a gęstość zaludnienia wynosiła 20 osób/km² (wśród 1421 gmin Górnej Normandii Bois-Héroult plasuje się na 768. miejscu pod względem liczby ludności, natomiast pod względem powierzchni na miejscu 570.).